# 安田郁雄
安田 郁雄（やすだ いくお 1955年 - ）は、日本の武道家。侍空手道九段・国技院テコンドー六段・太氣至誠拳法錬士。極真会館出身。国際安田会館 （英：International Yasuda Kaikan、韓：국제 야스다 회관、露：Международный Ясуда Кайкан、ペルシャ：کیوکوشین یاسودا کاراته）、国際極真安田会館の館長。現在 海外（20ヶ国以上）への空手普及活動に尽力。

## 来歴
1955年（昭和30年）
埼玉県飯能市に生まれる。
1970年（昭和45年）
「極真会館」埼玉支部に入門。先輩に、スネーク佐保田（当時キックボクシング全日本フライ級チャンピオン）、“極真幻の強豪”といわれた吉岡幸男（城西大学空手部）、百人組手を達成した三浦美幸（城西大学空手部、極真第4回全日本選手権優勝、現国際空手道三浦道場師範）、吉川一生達がいた。同時期には久保光昭、後輩には野口敏郎（極真第2回オープントーナメント全世界空手道選手権大会日本代表）、大久保義家などがいた。
1971年（昭和46年）
埼玉地区空手道選手権大会出場。吉岡幸男とも対戦（優勝・吉岡幸男、準優勝・三浦美幸、3位・久保光昭）。
1974年（昭和49年）
極真会館 初段を授与される。
1975年（昭和50年）
飯能支部長に就任。添野道場埼玉本部5周年記念大会に出場し優勝。
1976年（昭和51年）
極真会館 二段授与。師範代として都下埼玉での普及に努める。
1979年（昭和54年）
「円心塾」を設立。当時の門下生は岡野和男（現 昭武館館長）、西久保光弘（現 精鋭会館長）、鯉沼吉晴（現 精鋭会師範代）、渡辺正彦（現 空手道MAC代表）、石島偉樹（現 空手道MAC副代表）、成嶋竜（現 隠塾継代　空手道　成嶋道場）、長谷川順一（新極真会）、吉原悟氏、加川岳彦（現空手道MAC）など。成嶋弘毅（現 日本空手道葉隠塾塾長）も円心塾に所属。また、中央大学支部には横山潔、泉館幸久、久保山雄司らも所属。
1985年（昭和60年）
「安田会館」を設立。設立後は日本テコンドー、特にプムセの普及とジュニア育成に努め、世界テコンドー選手権、アジア競技大会テコンドー競技、アジアテコンドー選手権、USオープンテコンドー選手権、ハンマダン等多くの国際大会に選手を育て入賞させる。
1998年（平成10年）
バンコクアジア競技大会等多くの日本代表選手を育成。
2000年・2001年・2002年・2004年（平成12年・平成13年・平成14年・平成16年）
USオープンテコンドー選手権日本代表監督を務める。
2004年（平成16年）
埼玉県で開催された第59回国民体育大会「彩の国まごころ国体」に伴い「埼玉県テコンドー協会」会長として全責任を負い、日本のテコンドー発展と将来の日本テコンドーを担う若手選手と多くの子供たちの夢と目標になるよう、多くの支援者と協力を得て、彩の国まごころ国体スポーツ芸術協賛事業「全日本テコンドープムセ演武大会」を開催し大会会長を務める。
2006年（平成18年）
世界テコンドープムセ選手権、世界ジュニアテコンドー選手権、ドーハアジア競技大会テコンドー競技、アジアテコンドー選手権日本代表監督、コリアオープンテコンドー選手権日本選手団団長。
2007年（平成19年）
第1回アジアテコンドークラブカップ監督。その後もテコンドー強豪国のイランテコンドー連盟会長から外国人として初めてイラン連盟6段を授与される。
2009年（平成21年）
アジアジュニアテコンドー選手権、世界テコンドープムセ選手権日本代表監督。ネパールカスキ地区テコンドー大会開催。ネパール初のプムセ種目を含む大規模なジュニア大会となった。
2010年（平成22年）
イランにて安田カップジュニアテコンドー選手権大会を開催。イラン代表だけでなくアジア、ヨーロッパの代表選手が集結した大規模な大会となり、世界に活動の舞台を広げている。
2012年（平成24年）
高麗郡建郡1300年記念事業　高麗王杯・関東オープンテコンドー選手権大会をこの年第1回より主催。国際交流を積極的に行っているため、海外からのエントリー、来賓も多い。男女体重別キョルギ、男女年齢別個人、ペア、チーム種目プムセ、およびテコンダンスの総合大会として日本初の開催。013年の第2回大会ではコリアンタイガース釜山デモチームによる演武を実施。2014年第3回大会ではコリアンタイガースよりChoi You Lee選手（第9回世界テコンドープムセ選手権大会優勝）、Jang Chang Soon選手を招待し演武実施。2015年第4回大会では弟子の振付師ラザレスク・コリナ（ベストボディ・ジャパン2021日本大会優勝、ストロングオープントーナメント全日本空手道選手権大会3回優勝）とともにテコンダンス振付をおこなった。
2015年（平成27年）
サムライ安田カップ2015第1回埼玉県ジュニアオープン空手道選手権大会開催。フルコンタクトルールと全空連ルールの双方を実施。また、組手競技と演武を強さとエンターテインメントを融合させた大会として実施。日本空手界に魅せるアクションを導入。
太氣拳澤井健一の意志により錬士を授与されるなど多方面で活動。現在は日本でのテコンドープムセ・デモンストレーション・テコンダンスの草分けとして、また武道としての空手、WTFテコンドーを指導。

## 出演映画
- 地上最強の空手　PartII（1976年 松竹）
- 激突!格闘技四角いジャングル（1979年 東映）
- ドラゴンヤンキー（2015年 ロマネプロモーション）

## 役職
- 国際侍空手道連盟会長
- 国際安田会館館長
- 国際極真安田会館空手館長